# Doryopteris pedatoides
Doryopteris pedatoides là một loài thực vật có mạch trong họ Adiantaceae. Loài này được (Desv.) Kuhn miêu tả khoa học đầu tiên năm 1879.